# Villejuif - Léo Lagrange metróállomás
A Villejuif - Léo Lagrange egy metróállomás Franciaországban, Párizsban a párizsi metró 7-es metróvonalának déli ágán. Tulajdonosa és üzemeltetője a RATP.

## Metróvonalak
Az állomást az alábbi metróvonalak érintik:
- 7-es metróvonal

## Kapcsolódó állomások
A metróállomáshoz az alábbi állomások vannak a legközelebb:
- Villejuif – Paul Vaillant-Couturier (Villejuif – Louis Aragon, 7-es metróvonal)
- Le Kremlin-Bicêtre (La Courneuve – 8 Mai 1945, 7-es metróvonal)